# أليكس فارغاس
أليكس فارغاس (بالدنماركية: Alex Vargas)‏ هو مغني وكاتب أغاني ومنتج أسطوانات دنماركي، ولد في 17 فبراير 1988 في Hørsholm ‏ في الدنمارك.

## وصلات خارجية
- الموقع الرسمي
- أليكس فارغاس على موقع ميوزك برينز (الإنجليزية)
- أليكس فارغاس على موقع أول ميوزيك (الإنجليزية)
- أليكس فارغاس على موقع ديسكوغز (الإنجليزية)